# ألكسندر نيومان
ألكسندر نيومان (بالإنجليزية: Alexander Newman)‏ هو سياسي أمريكي، ولد في 5 أكتوبر 1804، وتوفي في 8 سبتمبر 1849 في الولايات المتحدة. حزبياً، نشط في الحزب الديمقراطي. انتخب عضو مجلس نواب الولايات المتحدة عن ولاية فرجينيا وانتخب عضو مجلس ولاية فرجينيا وانتخب عضو مجلس النواب الأمريكي.